# David Pietersz. de Vries

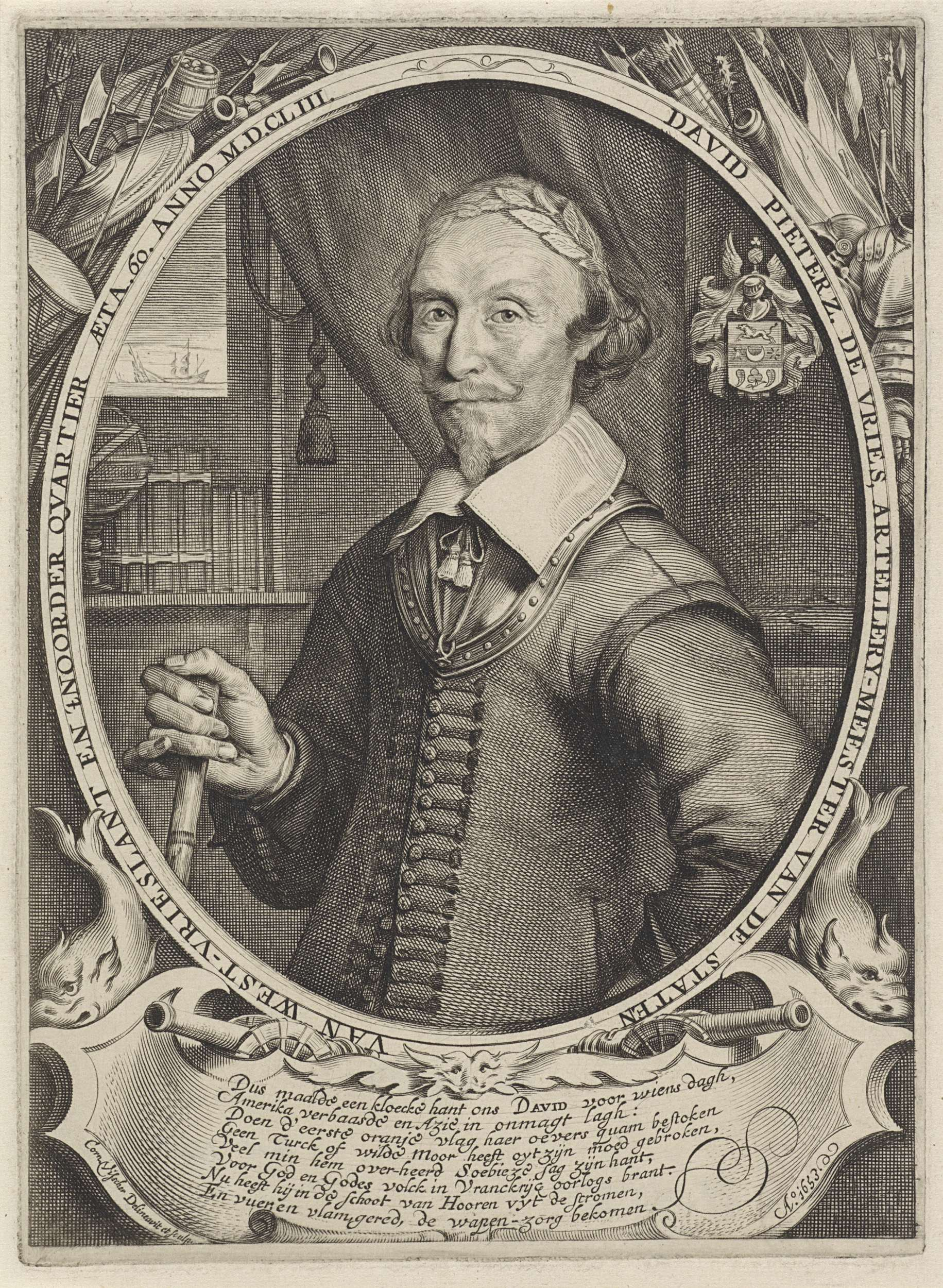
David Pietersz. de Vries door Cornelis Visscher

David Pietersz. de Vries (La Rochelle, 1593 - Hoorn, 1655) was een zeeman uit Hoorn die al vroeg de Nieuwe Wereld verkende.
In juli 1613 kwam hij terug in Amsterdam als kapitein van zijn eigen schip. Als vrije handelaar lag hij vaak overhoop met de corrupte bestuursambtenaren in Manhattan die hun zakken vulden met de verboden handel in beverpelzen.
In 1634 voer hij voor de Amsterdamse kamer van de WIC naar Guyana, en vestigde een kolonie in Cayenne. Deze bleef echter slechts een jaar bestaan.
Voor de derde en laatste keer voer De Vries in 1638 naar Nieuw-Nederland, nu niet als gezagvoerder maar als passagier op een schip van de WIC. Hij ging voor een langer verblijf en stichtte op Staten Eiland een kolonie, later uitgebreid met de kolonie 'Vriesendael', stroomopwaarts voorbij Fort Nassau.
Hij maakte uitvoerige aantekeningen over het leven van de Noord-Amerikaanse Indianen en de massamoord die in 1643 plaatsvond onder leiding van gouverneur Willem Kieft, de voorganger van Pieter Stuyvesant. In 1655, nadat hij de zee vaarwel had gezegd, stelde De Vries het verhaal van zijn reizen te boek in Korte historiael, ende journaals aenteyckeninge, van verscheyden voyagiens in de vier deelen des wereldts-ronde, als Europa, Africa, Asia, ende Amerika gedaen.